# Japon aux Jeux mondiaux de 2017
Cet article contient des informations sur la participation et les résultats du Japon aux Jeux mondiaux de 2017 à Wrocław en Pologne.

## Médailles

### Or
| Sport                     | Discipline                         | Sportifs                                                             |
| Médailles d'or : 9        |                                    |                                                                      |
| Escalade                  | Hommes - Bloc                      | Yoshiyuki Ogata (en)                                                 |
| Escalade                  | Hommes - Difficulté                | Keiichiro Korenaga (pl)                                              |
| Gymnastique aérobic       | Trio mixte                         | Japon - Riri Kitazume (pl) - Takumi Kanai - Mizuki Saitō (pl)        |
| Karaté                    | Femmes - Kata                      | Kiyou Shimizu                                                        |
| Karaté                    | Hommes - Kata                      | Ryo Kiyuna                                                           |
| Karaté                    | Femmes - Kumite +68 kg             | Ayumi Uekusa                                                         |
| Karaté                    | Hommes - Kumite +84 kg             | Hideyoshi Kagawa (en)                                                |
| Sauvetage sportif         | Hommes - Relais 4 x 50 m Obstacles | Japon - Suguru Ando - Keisuke Hatano - Naoya Hirano - Shun Nishiyama |
| Ski nautique et wakeboard | Hommes - Wakeboard                 | Shota Tezuka                                                         |

### Argent
| Sport                  | Discipline             | Sportifs           |
| Médailles d'argent : 6 |                        |                    |
| Escalade               | Femmes - Bloc          | Miho Nonaka        |
| Escalade               | Hommes - Difficulté    | Yuki Hada (cs)     |
| Force athlétique       | Femmes - Poids légers  | Yukako Fukushima   |
| Karaté                 | Femmes - Kumite -50 kg | Miho Miyahara (en) |
| Karaté                 | Hommes - Kumite -84 kg | Ryutaro Araga      |
| Sumo                   | Femmes - Poids moyens  | Asano Ota          |

### Bronze
| Sport                   | Discipline                      | Sportifs                        |
| Médailles de bronze : 7 |                                 |                                 |
| Billard                 | Hommes - Billard américain      | Naoyuki Ōi (en)                 |
| Ju-jitsu                | Hommes - Nee-Waza -62 kg        | Joao Carlos Hiroshi Kuraoka     |
| Karaté                  | Femmes - Kumite -68 kg          | Kayo Someya                     |
| Sumo                    | Hommes - Poids lourds           | Soichiro Kurokawa               |
| Sumo                    | Hommes - Open                   | Hayato Miwa                     |
| Tir à l'arc             | Hommes - Arc classique          | Wataru Oonuki                   |
| Trampoline              | Hommes - Trampoline synchronisé | Takato Nakazono Yamato Ishikawa |